# 強制外交
強制外交（又称“拼死一搏”）是一國试图通过威胁使用武力或实际使用有限的武力以及其他方式来使另一國改变其自身行为。它是一种将武力威胁，有限地使用武力以及與讨价还价相结合的战略，其目的是诱使对手遵守自己的要求，或通过谈判达成最有利的妥协，同时管控危机以防止不必要的军事行動升级。